# 向こうの果て
『向こうの果て』は、WOWOWオリジナルドラマとして2021年5月14日から7月2日まで毎週金曜 23:00 - 23:30にWOWOWプライムで放送されたテレビドラマ。全8回。監督は内田英治。主演は同作が連続ドラマ初主演となる松本まりか。同作はドラマ・舞台・小説と三つのコンテンツで展開する連動プロジェクトで、脚本と小説を書き下ろすのは劇団・ゴツプロ!の竹田新。

## キャスト
池松律子
演 - 松本まりか（幼少期：伊礼姫奈）
君塚公平殺害容疑で検事・津田口の取調べを受ける。
君塚公平
演 - 松下洸平（幼少期：南出凌嘉）
事件の被害者。小説家。律子、姫昌の幼馴染。
津田口亮介
演 - 柿澤勇人
東京地検中央支部・検事。律子の取調べを担当する。
村上姫昌
演 - 加治将樹（幼少期：田村継）
青森の刑事。律子、公平の幼馴染。
山之内一平
演 - 渋川清彦
ヤクザ組員。律子の二番目の夫。
京波久雄
演 - 豊本明長
京波製菓社長。律子の最初の夫。
行島道夫
演 - 宇野祥平
行島スプリングを経営。律子の叔父。
南川澄子
演 - 山野海
検察事務官。津田口と共に律子の事件を担当する。
木田武
演 - 辰巳琢郎
東京地検中央支部・支部長。津田口の上司。
池松喜平
演 - 塚原大助
津軽民謡 池松喜平一座の歌い手。律子の父。
君塚隼吾
演 - 浜谷康幸
津軽民謡 池松喜平一座の三味線奏者。公平の父。
村上松夫
演 - 泉知束
津軽民謡 池松喜平一座の手踊り担当。姫昌の父。

## スタッフ
- 監督：内田英治
- 原案：ゴツプロ!第六回公演「向こうの果て」
- 脚本：竹田新
- 音楽：牧戸太郎
- 主題曲：小山豊（津軽三味線小山流三代目）「時雨」[2]
- プロデューサー：大瀧亮、坂下哲也、西紀州
- 制作プロダクション：AX-ON
- 製作著作：WOWOW

## 放送日程
| 各話   | 放送日   | サブタイトル   |
| ------ | -------- | -------------- |
| 第一話 | 5月14日  | 夜叉のような女 |
| 第二話 | ５月21日 | 娼婦のような女 |
| 第三話 | 5月28日  | 嘘つきな女     |
| 第四話 | 6月04日  | 贅沢な女       |
| 第五話 | 6月11日  | 残酷な女       |
| 第六話 | 6月18日  | 柔らかな女     |
| 第七話 | 6月25日  | 太陽のような女 |
| 最終話 | 7月02日  | 太陽だった女   |